# Janko Jesenský

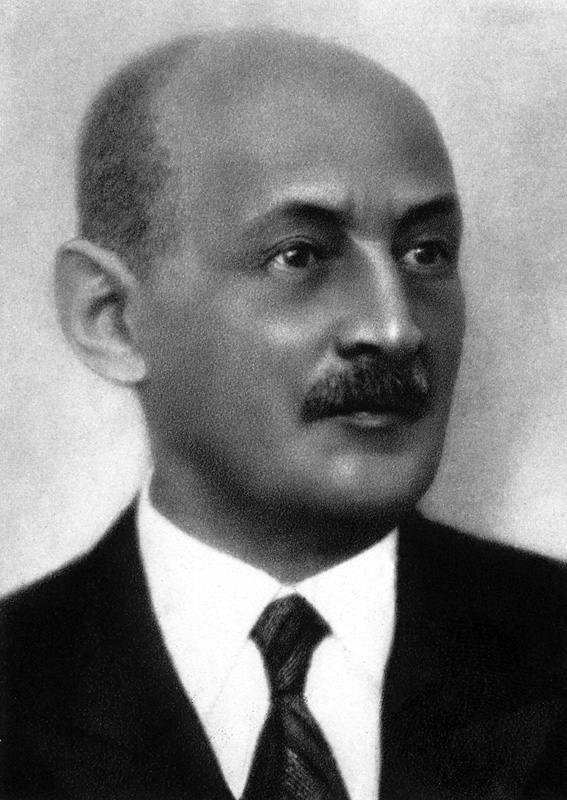
Janko Jesenský

Janko Jesenský (* 30. Dezember 1874 in Turz-St. Martin, Österreich-Ungarn; † 27. Dezember 1945 in Bratislava, Tschechoslowakei) war ein slowakischer Jurist, Beamter und Schriftsteller.

## Leben
Während seiner Schulzeit besuchte Janko Jesenský u. a. die Gymnasien in Banská Bystrica und Kežmarok. Bereits hier kam er mit der slowakischen Nationalbewegung in Berührung, die sich gegen die Magyarisierung der Slowakei durch die ungarischen Behörden wandte. Nach der Matura studierte Jesenský Jura in Prešov, in Budapest und an der Universität Klausenburg in Siebenbürgen, wo er promovierte. Anschließend arbeitete er mehrere Jahre bei Anwälten in verschiedenen slowakischen Städten und betätigte sich bereits schriftstellerisch. Im Jahr 1905 legte Jesenský in Budapest die Rechtsanwaltsprüfung ab. Im gleichen Jahr erregte er mit seinem Gedichtband Verse Aufsehen. Von 1906 bis 1914 betrieb er in der von Ungarn dominierten Kleinstadt Bánovce nad Bebravou eine eigene Rechtsanwaltskanzlei, wo er eine leidenschaftliche Liebesbeziehung mit der Pianistin Olga Kraft führte.
Bei Ausbruch des Ersten Weltkrieges wurde Jesenský wegen seines proslowakischen Engagements von den österreichisch-ungarischen Behörden als Hochverräter verhaftet. Wegen einer Erkrankung kam er jedoch zunächst in ein Krankenhaus. Nach der Entlassung wurde Jesenský zwangsrekrutiert und nach kurzer Ausbildung an die Ostfront verlegt. Um dem Kriegsdienst in der k.u.k. Armee zu entgehen, desertierte Jesenský wie viele andere Tschechen und Slowaken. Er kam zunächst in russische Internierungslager und meldete sich schließlich bei den Tschechoslowakischen Legionen in Russland. Dort erlebte Jesenský 1917 die Oktoberrevolution mit und begrüßte sie als den Zusammenbruch der alten monarchistischen Ordnung. Nach dem Frieden von Brest-Litowsk bedauerte Jesenský das Ausscheiden Russlands aus der Entente und somit den Verlust eines Bundesgenossen im Kampf gegen die Habsburgermonarchie. Seine Vorstellung von einer russischen Befreiung seiner Heimat erfüllte sich nicht. Mit seinem Einfluss versuchte Jesenský, die Tschechoslowakischen Legionen aus dem Russischen Bürgerkrieg herauszuhalten. In diesem Verlauf gelangte er bis nach Sibirien, von wo aus er schließlich in seine Heimat, die Tschechoslowakei, zurückkehrte.
Jesenský trat in den Staatsdienst und wurde Gespan (Amtmann) in Gemer und Nitra. Im Jahr 1929 wurde er Beamter im Landesamt von Bratislava, zuletzt als dessen Vizepräsident. Nach der Zerschlagung der Tschechoslowakischen Republik durch die Nationalsozialisten 1938 und der Gründung des ultranationalistischen Slowakischen Staates unter dem Ludaken-Regime von Jozef Tiso 1939 nahm Jesenský seinen Abschied aus dem Staatsdienst und zog sich aus der Öffentlichkeit zurück. Mit den Mitteln des Dichters unterstützte er den Widerstand gegen das Ludaken-Regime und dessen deutsche Verbündete. Nach dem Sieg der Roten Armee über die Achsenmächte trat Jesenský für die Wiederherstellung der Tschechoslowakei als Verbündete der UdSSR ein.

## Ehrungen und Auszeichnungen
- 1991 in memoriam: Großkreuz Tomáš-Garrigue-Masaryk-Orden der Tschechoslowakischen Republik.

## Werke
- Der Hund Taraj (1897)
- Hauptmann Talapka (1897)
- Verse (1905)
- Sklaven (1905)
- Kleinstadtgeschichten (1913)
- Der Redakteur (1913)
- Pilze (1913)
- Das Abendessen (1913)
- Novellen (1921)
- Auf dem Weg zur Freiheit (Memoiren) (1933)
- Der Tausch der Ehepartner (1934)
- König David (1934)
- Aus alten Zeiten (1935)
- Eine Akte, eine kleine Akte ... (1935)
- Um einer bessern Qualifikation willen (1941)
- Zwei Bären (1941)
- Angst (1941)
- Demokraten